# Jules Van Nuffel
Jules Van Nuffel est un chanoine et compositeur belge flamand, né à Hemiksem (près d'Anvers) le 21 mars 1883 et décédé à Wilrijk (près d'Anvers) le 29 juin 1953.

## Biographie
Son père, Eugeen van Nuffel, fut bourgmestre de Hemiksem. Ses études se passaient au petit seminaire de Malines, ou recevait formation chez Edgard Tinel. Son parcours est suivi par le Grand-Séminaire de la même ville en compagnie du jeune cardinal Cardijn. Le 25 mai 1907 le cardinal Mercier lui ordonna comme prêtre de l'archidiocèse de Malines. Il dirigea l'Institut Lemmens à Malines de 1918 à 1952. Pour son mérite il fur nommé prélat de sa sainteté. Pendant la période de sa direction, le chœur de la Cathédrale metropolitaine connait une réputation internationale. Jules van Nuffel meurt en 1953 à Wilrijk.

## Œuvre
Pour la libération du pays, il écrivait un "grand" Te deum, espérant la première en présence du Roi. Son style est considéré comme très moderne et fidèle aux prescriptions liturgiques modernes.
En 1948 il dirigeait Messe de la Fête dieu, avec accompagnement d'orgue du compositeur Flor Peeters aux Beaux-arts de Bruxelles.

### Œuvre chorale
- Missa in honorem S.S. Cordis Jesu: ad quattuor usque ad sex voces inaequales comitante organo, op. 28

## Décorations
- Chevalier de l'ordre de Léopold
- Officier de l'ordre de la Couronne